# Alexandra Freund
Alexandra Maria Freund (* 6. März 1967; † 21. Juni 2001) war eine deutsche Fernsehmoderatorin und Programmsprecherin.

## Leben

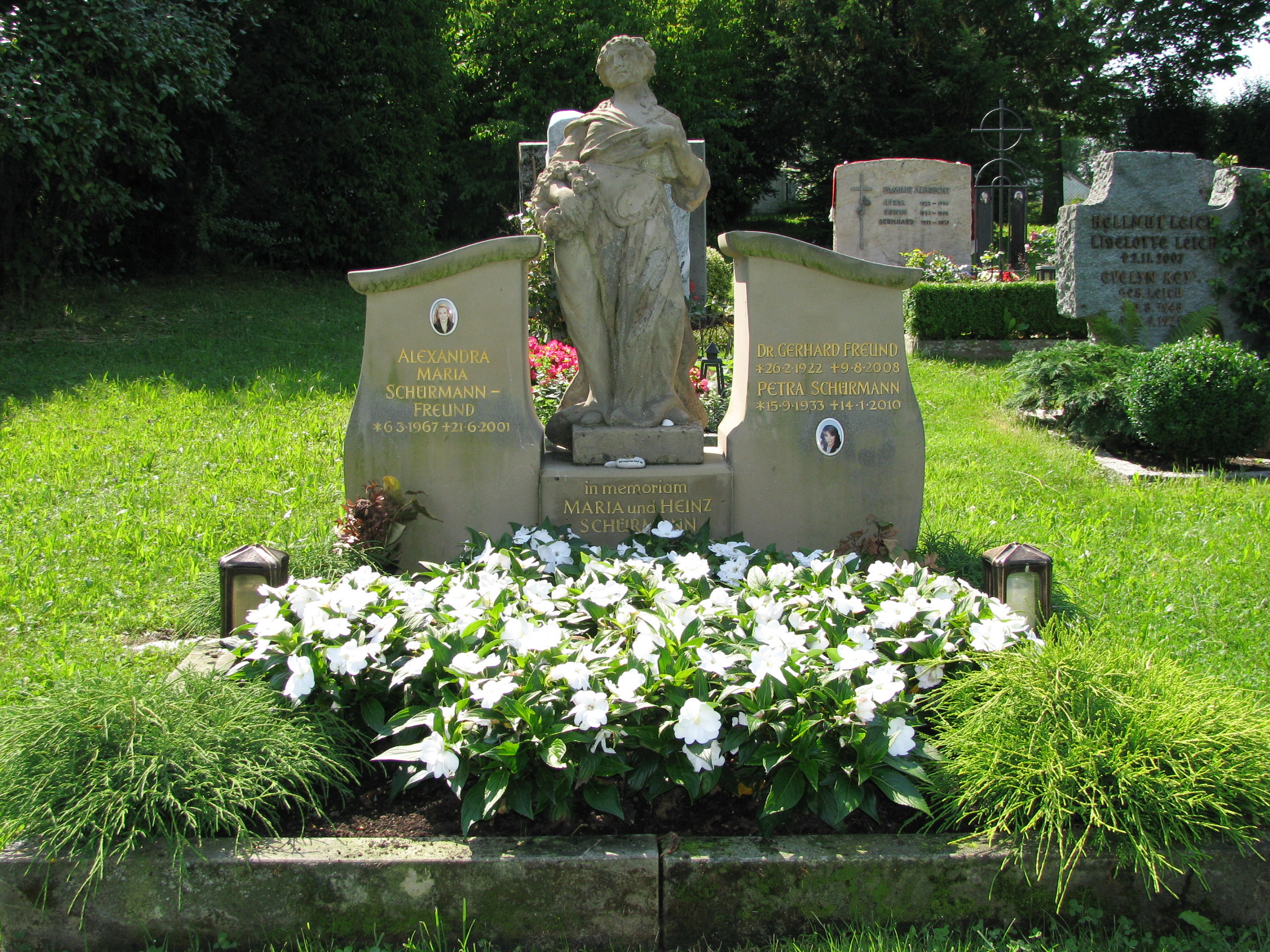
Grab von Alexandra Freund und ihrer Mutter Petra Schürmann auf dem Friedhof von Aufkirchen am Starnberger See

Freund wurde als Tochter der Fernsehmoderatorin und Schauspielerin Petra Schürmann (1933–2010) und des Arztes Gerhard Freund (1922–2008) geboren. Nach dem Abitur 1987 in Starnberg nahm sie zunächst ein Studium der Kunstgeschichte auf und begann nebenher beim Bayerischen Rundfunk zu arbeiten. 1992 wirkte sie als Assistentin von Elmar Hörig in der ZDF-Dating-Show Liebe auf den ersten Blick mit.
Später ließ sie sich beim Bayerischen Rundfunk zur Sprecherin ausbilden und übernahm dort zahlreiche Moderationen und Programmansagen. Ab 1999 war sie Stammsprecherin in der Abendschau. Bekannt wurde sie dort durch ihre Moderationen bei BR-alpha im Rahmen des dort ausgestrahlten IT-Kompaktkurses der Fachhochschule Deggendorf.
Alexandra Freund kam am 21. Juni 2001 bei einem Verkehrsunfall auf der A 8 ums Leben. Ein Geisterfahrer hatte in Suizidabsicht auf der Autobahn gewendet und war in ihr Auto gerast.
Ihre Mutter hat die Erinnerungen an ihre Tochter in dem Buch Und eine Nacht vergeht wie ein Jahr niedergeschrieben.